# Виграшний квиток (фільм)
«Виграшний квиток» (англ. The Winning Ticket) — американська кінокомедія режисера Чарльза Райснера 1935 року.

## Сюжет
Італійсько-американський перукар, Джо Томаселло, купує квиток у лотереї, але не говорить своїй дружині, Норі, оскільки вона не розуміється в азартних іграх. Квиток виявляється виграшним, але Джо не може знайти його там, де він заховав його від Нори. Несамовитий пошук приводить до різноманітних комічних ситуацій.

## У ролях
- Лео Каррільо — Джо Томаселло
- Луїза Фазенда — Нора Томаселло
- Тед Гілі — Едді Дуган
- Ірен Герві — Мері Томаселло
- Джеймс Еллісон — Джиммі Пауерс
- Луї Альберні — Тоні Кепуккі
- Пернелл Претт — містер Пауерс
- Акім Таміров — Джузеппе
- Бетті Джейн Грехем — Норін Томаселло
- Біллі Вотсон — Джой Томаселло молодший
- Джон Індрісано — Лефті Костелло
- Роланд Фіцпатрік — Мікі Томаселло